# Гаральдур Інгольфссон
Заголовок цієї статті — це ісландське ім'я, де Гаральдур — особове ім'я, а Інгольфссон — ім'я по батькові. 
Гаральдур Інгольфссон (ісл. Haraldur Ingólfsson, нар. 1 серпня 1970) — ісландський футболіст, що грав на позиції нападника, зокрема за національну збірну Ісландії.
П'ятиразовий . Триразовий володар . Володар Кубка ісландської ліги. Володар Суперкубка Ісландії. 

## Клубна кар'єра
У дорослому футболі дебютував 1986 року виступами за команду «Акранес», в якій провів десять сезонів, взявши участь у 175 матчах чемпіонату. За цей час п'ять разів вигравав чемпіонат Ісландії, тричі ставав володарем Кубка Ісландії.
1996 року був орендований шотландським «Абердином», утім у Шотландії не заграв і наступного року повернувся до «Акранеса». Утім згодом таки отримав значний досвід виступів за кордоном — у 1998–2000 роках грав у Швеції за «Ельфсборг», а згодом протягом 2001–2003 років захищав кольори норвезького «Рауфосса».
Завершував ігрову кар'єру на батьківщині в рідному «Акранесі», за який грав 2004 року, допомігши команді здобути тогорічний Суперкубок Ісландії.

## Виступи за збірні
1985 року дебютував у складі юнацької збірної Ісландії (U-17), загалом на юнацькому рівні взяв участь у 26 іграх, відзначившись 11 забитими голами. А протягом 1988–1991 років залучався до складу молодіжної збірної Ісландії. На молодіжному рівні зіграв у 13 офіційних матчах, забив 3 голи.
1990 року дебютував в офіційних матчах у складі національної збірної Ісландії. Протягом кар'єри в національній команді, яка тривала 7 років, провів у її формі 20 матчів, забивши 1 гол.

## Титули і досягнення
- Чемпіон Ісландії (5):

«Акранес»: 1992, 1993, 1994, 1995, 1996
- Володар Кубка Ісландії (3):

«Акранес»: 1986, 1993, 1996
- Володар Кубка ісландської ліги (1):

«Акранес»: 1996
- Володар Суперкубка Ісландії (4):

«Акранес»: 1987, 1994, 1995, 2004